# 守護所
守護所（しゅごしょ）とは、中世日本において守護が居住した館の所在地のこと。守護の政治的権限の拡大とともに政庁所在地としての機能が国衙より移されていった。

## 沿革
鎌倉時代初期においては、守護の職務は大犯三箇条に限定され、朝廷が任命した国司の政庁がある国衙とは別の場所に置かれるのが一般的であった。また、守護は世襲ではなく交替制であったため、守護の交代とともに守護所も替わるのが一般的であった。
ところが、鎌倉時代後期以後、守護の職務が治安維持から裁判にまで広がってくるようになると、守護の権威が国司を圧倒するようになり、南北朝時代以後には守護が一国の支配権を得るようになった。また、守護の世襲化が進行したこともあり、守護所も固定される傾向が強まった。
世襲化した守護の守護所としては当該武家の本拠地、あるいはかつての国衙所在地である府中、その他交通・商業の要所などに置かれるケースが多く見られた。守護所の固定化によって守護の居館を中心に重臣の居館が配置され、その周辺に市場や寺社などが集まるようになり、地方都市としての役割を果たすようになった。
戦国時代に入ると、下剋上による守護大名の没落に伴う新興勢力、あるいは逆に領内支配の確立して守護領国制を脱却した旧守護大名による戦国大名が新たな支配者として浮上するが、守護所の所在地がそのまま本拠地として用いられたケースもあった。

## 代表的な守護所跡

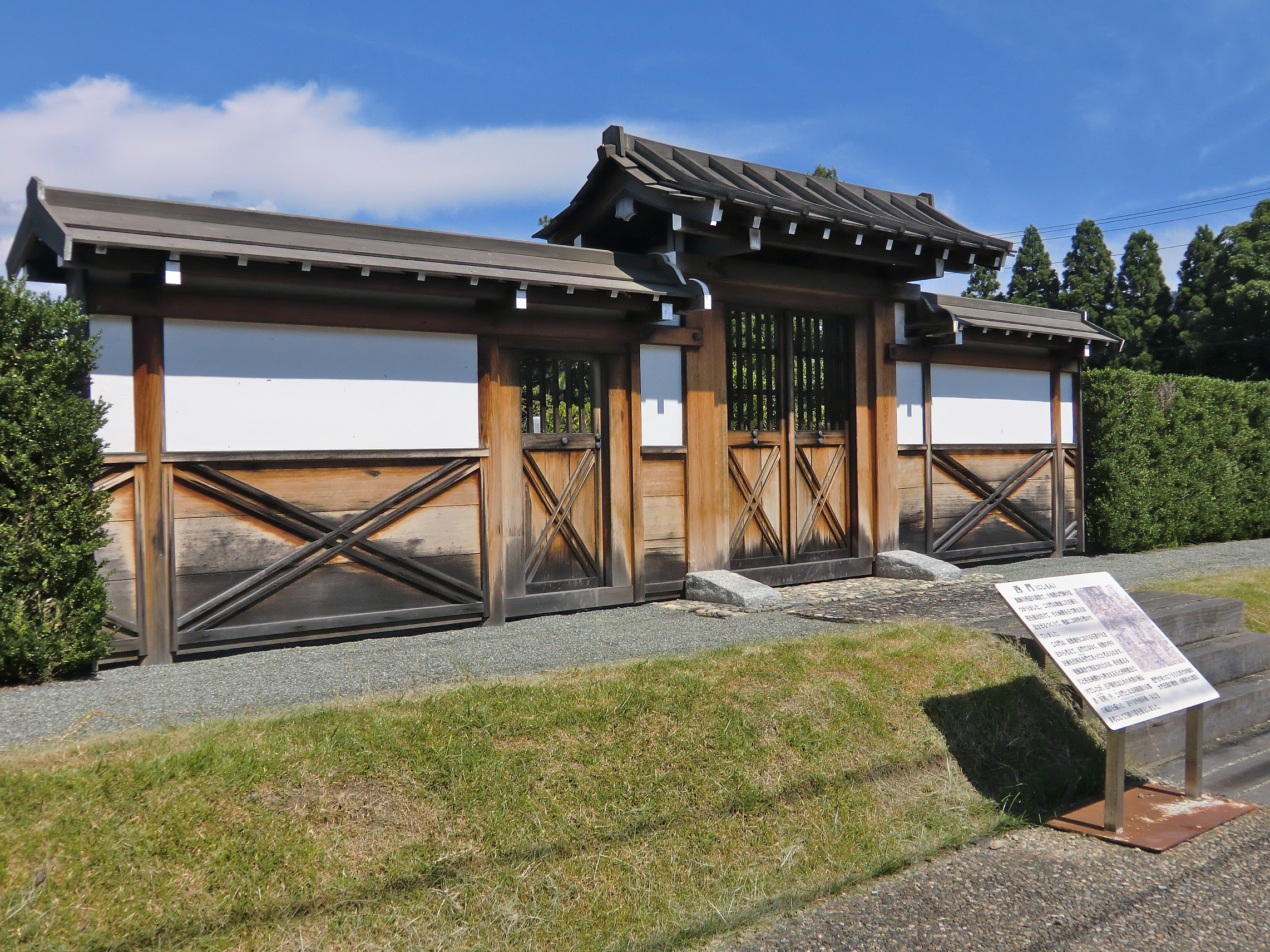
復元された大内氏の守護所（大内氏館西門）

- 後瀬館 - 若狭国の守護所。武田氏（若狭）。
- 石和館 - 甲斐国の守護所。武田氏（甲斐）。
- 千葉館 - 下総国の守護所。千葉氏。
- 八田館 - 丹後国の守護所。一色氏。
- 置塩館 - 播磨国の守護所。赤松氏。
- 京極氏館 - 出雲国の守護所。京極氏。
- 今川氏館 - 駿河国の守護所。今川氏。
- 清洲城 - 尾張国の守護所。斯波氏。
- 府中館 - 越前国の守護所。斯波氏。
- 斯波武衛館 - 遠江国の守護所。斯波氏。
- 川手城 - 美濃国の守護所。土岐氏。
- 勝端館 - 阿波国の守護所。小笠原氏（鎌倉時代）、細川氏（室町時代）など。
- 芥川山城 - 摂津国の守護所。細川氏。
- 井川館 - 信濃国の守護所。小笠原氏（信濃）。
- 至徳寺館 - 越後国の守護所。上杉氏（越後）。
- 八木城 - 丹波国の守護所。細川氏。
- 養宜館 - 淡路国の守護所。細川氏。
- 田村城 - 土佐国の守護所。細川氏。
- 有子山城 - 但馬国の守護所。山名氏（但馬）。
- 二上山城 - 因幡国の守護所。山名氏（因幡）。
- 観音寺城 - 近江国の守護所。六角氏。
- 高屋城 - 河内国の守護所。畠山氏（河内）。
- 七尾城 - 能登国の守護所。畠山氏（能登）。
- 大内氏館 - 周防国・長門国守護の大内氏の居館。
- 綾部館 - 肥前国の守護所。渋川氏。
- 大友氏館 - 豊後国の守護所。大友氏。
- 隈府城 - 肥後国の守護所。菊池氏。
- 清水城 - 薩摩国の守護所。島津氏。